# 拜占庭的阿里斯托芬
阿里斯托芬（约西元前257年－约前185至前180年之间）是希腊化时代的学者、评论家和语法学家，因其对荷马以及其他古典作家如品达和赫西俄德等的作品的研究而闻名于世，并曾任埃及亚历山大图书馆的馆长。

## 生平
阿里斯托芬约于西元前257年生于古希腊城邦拜占庭，后来他移居埃及托勒密王朝的首都亚历山大里亚，师从泽诺多托斯和卡利马科斯。他六十岁左右时（约前195年）接替埃拉托斯特尼成为亚历山大图书馆的馆长（圖書館員之首）。
阿里斯托芬是第一个否定《喀戎的告诫》是赫西俄德的作品的人。
阿里斯托芬也因发明了标注希腊语读音的希腊语变音符号（约前200年）而名垂青史，这套变音符号从希腊化时代到1982年一直是各种希腊语的标准正字法。
阿里斯托芬也是前3世纪标点符号雏形的发明者之一。他发明了将诗句隔开的单独的间隔号以标明大声朗诵时每段文字的气音数量（并不遵从当时的语法规则，几千年以后希腊语语法中才开始使用标点符号）。对于较短的两段文字之间的间隔，他发明了一个位于两段文字中间的符号“·”，成为现代标点符号中逗号的雏形；对于较长的两段文字之间的间隔，他发明了一个位于前段文字末尾下方的符号“.” ，类似于现代的冒号或分号；而对于非常长的两段文字之间的间隔，他发明了一个位于前段文字末尾上方的符号“·”，相当于现代的句号。
阿里斯托芬于前185年至前180年之间在亚历山大里亚去世。